# Filignano
Filignano là một đô thị ở tỉnh Isernia trong vùng Molise, có cự ly khoảng 50 km về phía tây của Campobasso và khoảng 15 km về phía tây nam của Isernia. Tại thời điểm ngày 31 tháng 12 năm 2004, đô thị này có dân số 750 và diện tích là 32 km². Có lễ hội Mario Lanza vào tháng 8.
Filignano giáp các đô thị: Acquafondata, Colli a Volturno, Montaquila, Pozzilli, Rocchetta a Volturno, Scapoli, Vallerotonda.